# 河浦町立一町田小学校板之河内分校
河浦町立一町田小学校板之河内分校（かわうらちょうりつ いっちょうだしょうがっこういたのかわちぶんこう）は、熊本県天草郡河浦町今田（現・天草市）にあった河浦町立一町田小学校の分校である。

## 沿革
- 1914年（大正3年）4月27日 - 産土神社を仮教場として設置。
- 1941年（昭和16年）4月1日 - 一町田国民学校板之河内分校と改称
- 1947年（昭和22年）4月11日 - 一町田村立一町田小学校板之河内分校と改称
- 1954年（昭和29年）11月1日 - 河浦町立一町田小学校板之河内分校と改称
- 2001年（平成13年） - 休校
- 2005年（平成17年） - 閉校